# Grammond
Grammond és un municipi francès situat al departament del Loira i a la regió d'Alvèrnia-Roine-Alps. L'any 2007 tenia 799 habitants.

## Demografia

### Població
El 2007 la població de fet de Grammond era de 799 persones. Hi havia 290 famílies de les quals 60 eren unipersonals (28 homes vivint sols i 32 dones vivint soles), 85 parelles sense fills, 133 parelles amb fills i 12 famílies monoparentals amb fills.
La població ha evolucionat segons el següent gràfic:
Habitants censats

### Habitatges
El 2007 hi havia 329 habitatges, 291 eren l'habitatge principal de la família, 25 eren segones residències i 13 estaven desocupats. 282 eren cases i 43 eren apartaments. Dels 291 habitatges principals, 213 estaven ocupats pels seus propietaris, 63 estaven llogats i ocupats pels llogaters i 15 estaven cedits a títol gratuït; 17 tenien dues cambres, 54 en tenien tres, 58 en tenien quatre i 163 en tenien cinc o més. 216 habitatges disposaven pel capbaix d'una plaça de pàrquing. A 119 habitatges hi havia un automòbil i a 153 n'hi havia dos o més.

### Piràmide de població
La piràmide de població per edats i sexe el 2009 era:
| Homes | Edats   | Dones |
| ----- | ------- | ----- |
| 0     | 95 o +  | 0     |
| 0     | 90 a 94 | 4     |
| 8     | 85 a 89 | 12    |
| 0     | 80 a 84 | 4     |
| 8     | 75 a 79 | 20    |
| 16    | 70 a 74 | 12    |
| 24    | 65 a 69 | 12    |
| 16    | 60 a 64 | 20    |
| 12    | 55 a 59 | 12    |
| 20    | 50 a 54 | 12    |
| 16    | 45 a 49 | 16    |
| 16    | 40 a 44 | 16    |
| 40    | 35 a 39 | 24    |
| 40    | 30 a 34 | 36    |
| 24    | 25 a 29 | 40    |
| 20    | 20 a 24 | 20    |
| 28    | 15 a 19 | 24    |
| 20    | 10 a 14 | 24    |
| 36    | 5 a 9   | 40    |
| 20    | 0 a 4   | 44    |

## Economia
El 2007 la població en edat de treballar era de 499 persones, 413 eren actives i 86 eren inactives. De les 413 persones actives 399 estaven ocupades (218 homes i 181 dones) i 14 estaven aturades (5 homes i 9 dones). De les 86 persones inactives 23 estaven jubilades, 43 estaven estudiant i 20 estaven classificades com a «altres inactius».

### Ingressos
El 2009 a Grammond hi havia 307 unitats fiscals que integraven 870,5 persones, la mediana anual d'ingressos fiscals per persona era de 15.712 €.

### Activitats econòmiques
Dels 27 establiments que hi havia el 2007, 2 eren d'empreses alimentàries, 4 d'empreses de fabricació d'altres productes industrials, 8 d'empreses de construcció, 3 d'empreses de comerç i reparació d'automòbils, 1 d'una empresa de transport, 2 d'empreses d'hostatgeria i restauració, 1 d'una empresa financera, 3 d'empreses de serveis, 1 d'una entitat de l'administració pública i 2 d'empreses classificades com a «altres activitats de serveis».
Dels 9 establiments de servei als particulars que hi havia el 2009, 2 eren paletes, 1 guixaire pintor, 3 fusteries, 1 lampisteria, 1 perruqueria i 1 restaurant.
Dels 2 establiments comercials que hi havia el 2009, 1 era una fleca i 1 una carnisseria.
L'any 2000 a Grammond hi havia 30 explotacions agrícoles que ocupaven un total de 594 hectàrees.

## Equipaments sanitaris i escolars
El 2009 hi havia una escola elemental.

## Poblacions més properes
El següent diagrama mostra les poblacions més properes.